# The Ultimate Fighter: Team Lesnar vs. Team dos Santos Finale
The Ultimate Fighter: Team Lesnar vs. Team dos Santos Finale è stato un evento di arti marziali miste organizzato dalla Ultimate Fighting Championship che si è tenuto il 4 giugno 2011 al Palms Casino Resort di Las Vegas, Stati Uniti.

## Retroscena
È l'evento che vide l'esordio del futuro campione dei pesi leggeri UFC Anthony Pettis, il quale era il campione WEC uscente prima che tale promozione venisse acquisita dall'UFC.

## Risultati

### Card preliminare
- Incontro categoria Pesi Gallo:  Reuben Duran contro  Francisco Rivera

Duran sconfisse Rivera per sottomissione (rear naked choke) a 1:57 del terzo round.
- Incontro categoria Pesi Gallo:  Scott Jorgensen contro  Ken Stone

Jorgensen sconfisse Stone per KO (pugni) a 4:01 del primo round.
- Incontro categoria Pesi Welter:  Clay Harvison contro  Justin Edwards

Harvison sconfisse Edwards per decisione non unanime (29–28, 28–29, 29–28).
- Incontro categoria Pesi Welter:  Shamar Bailey contro  Ryan McGillivray

Bailey sconfisse McGillivray per decisione unanime (30–27, 30–27, 30–27).
- Incontro categoria Pesi Piuma:  George Roop contro  Josh Grispi

Roop sconfisse Grispi per KO Tecnico (pugno al corpo) a 3:14 del terzo round.
- Incontro categoria Pesi Leggeri:  Jeremy Stephens contro  Danny Downes

Stephens sconfisse Downes per decisione unanime (30–27, 30–26, 30–26).

### Card principale
- Incontro categoria Pesi Leggeri:  Chris Cope contro  Chuck O'Neil

Cope sconfisse O'Neil per decisione unanime (30–27, 30–27, 30–27).
- Incontro categoria Pesi Mediomassimi:  Kyle Kingsbury contro  Fábio Maldonado

Kingsbury sconfisse Maldonado per decisione unanime (29–28, 29–28, 29–28).
- Incontro categoria Pesi Medi:  Ed Herman contro  Tim Credeur

Herman sconfisse Credeur per KO Tecnico (pugni) a 0:48 del primo round.
- Finale del torneo dei Pesi Welter TUF 13:  Tony Ferguson contro  Ramsey Nijem

Ferguson sconfisse Nijem per KO (pugni) a 3:54 del primo round e divenne il campione del torneo dei pesi welter TUF 13.
- Incontro categoria Pesi Leggeri:  Clay Guida contro  Anthony Pettis

Guida sconfisse Pettis per decisione unanime (30–27, 30–27, 30–27).

## Premi
I seguenti lottatori sono stati premiati con un bonus di 40.000 dollari:
- Fight of the Night:  Kyle Kingsbury contro  Fábio Maldonado
- Knockout of the Night:  Tony Ferguson
- Submission of the Night:  Reuben Duran